# Dactylochelifer scaurus
Espèce
Dactylochelifer scaurus est une espèce de pseudoscorpions de la famille des Cheliferidae.

## Distribution
Cette espèce est endémique d'Andalousie en Espagne. Elle se rencontre vers Montizón.

## Description
Le mâle holotype mesure 2 mm.

## Publication originale
- Mahnert, 1978 : Zwei neue Dactylochelifer-Arten aus Spanien und von Mallorca (Pseudoscorpiones). Eos, vol. 52, p. 149-157 (texte intégral).